# Route 465 (Nouveau-Brunswick)
Pour les articles homonymes, voir Route 465.
La route 465 est une route locale du Nouveau-Brunswick situé dans l'est de la province, une trentaine de kilomètres à l'est de Bouctouche. Elle traverse une région mixte, tant boisée qu'agricole. Elle mesure 25 kilomètres, et est pavée sur toute sa longueur.

## Tracé
La 465 débute dans la petite communauté de Coal Branch, sur la route 126. Elle commence par se diriger vers l'est pendant environ 5 kilomètres, puis après avoir traversé Clairville, elle se dirige plutôt vers le nord. Elle suit ensuite la rivière Coal Branch, puis elle croise la route 470 près de Fords Mills. Elle suit ensuite la rivière Richibucto, en se dirigeant désormais vers l'ouest, jusqu'à Smiths Corner, où elle prend fin sur la route 116. 

## Intersections principales
| Route 465 |               |    |                                |                          |
| Comté     | Location      | km | Intersection/Destinations      | Notes                    |
| Kent      | Coal Branch   | 0  | R-126, Rogersville, Moncton    | extrémité sud de la 465  |
| Kent      | Fords Mills   | 19 | R-470 est, Pine Ridge, Rexton  |                          |
| Kent      | Smiths Corner | 25 | R-116, Fredericton, Richibucto | extrémité nord de la 465 |